# Ташкесан
Ташкесан (букв. «камнетёс»; арм. Քարհատ — Кархат) — горная вершина в Лорийской области Армении, наивысшая точка Заманлинского хребта с абсолютной высотой 2230 метров. Расположена в 6,5 км к северо-востоку от села Базум.

#### Географическое расположение
Ташкесан находится на северо-западе Армении, в регионе Лорийская область. Заманлинский хребет, частью которого является эта вершина, простирается через значительную часть региона и известен своими живописными пейзажами и богатой флорой и фауной.

#### Этимология
Название «Ташкесан» переводится как «камнетёс» и отражает исторически значимую деятельность в этом районе, связанную с добычей и обработкой камня. Армянское название вершины «Քարհատ» (Кархат) имеет аналогичное значение.

#### Историческое значение
Ташкесан и окружающие его горы играли важную роль в истории Лорийской области. Район известен археологическими находками и историческими памятниками, свидетельствующими о долгой истории заселения региона.

#### Природа и климат
Горная местность Ташкесана отличается разнообразием растительности, от горных лугов до густых лесов. Климат умеренно континентальный с холодными зимами и тёплыми летами, что делает этот район привлекательным для туристов в любое время года.

#### Туризм
Ташкесан является популярным местом для туристов и любителей горных походов. Путешественники ценят эту вершину за её доступность, красоту окружающей природы и великолепные виды с вершины. В последние годы здесь были разработаны новые маршруты, что привлекает всё большее количество посетителей.